# Kamal Chatila
Pour les articles homonymes, voir Chatila (homonymie).
Kamal Chatila, né à Beyrouth le 10 janvier 1944 et mort le 29 mai 2023 au Caire, est un homme politique libanais.
Il commence son action politique en 1963 dans les milieux estudiantins de la faculté de droit et de sciences politiques de l'université libanaise. Entre 1963 et 1968, il est l'un des fondateurs du Congrès national des étudiants du Liban.
En 1965, il fonde l'Union des forces du peuple travailleur (en), avec plusieurs autres jeunes militants de la mouvance nassériste et nationaliste arabe, parmi lesquelles Najah Wakim, qui est élu en 1972, député de Beyrouth, représentant cette Union.
Avec le déclenchement de la guerre du Liban en 1975, Kamal Chatila est membre du comité du dialogue national dirigé par l'ancien Premier ministre Rachid Karamé puis préside entre 1976 et 1980 le Front des partis patriotiques et nationaux, partisan d'une solution arabe à la crise.
Dans les années 1980, il devient président du Congrès populaire libanais nouvellement créé. Son opposition aux milices qui contrôlaient Beyrouth-Ouest, notamment celles parrainées par la Syrie, le contraint à l'exil en France en 1984. C'est de là-bas qu'il lance un appel à la grève contre le règne des milices sur Beyrouth. Kamal Chatila aurait refusé à deux reprises le poste de Premier ministre, la première fois en 1976, à la fin du mandat du Président Soleimane Frangié, puis fin 1987, au cours du mandat du Président Amine Gemayel.
L'ancien Premier ministre Salim El-Hoss parvient, en septembre 2000, à obtenir l'autorisation de la Syrie pour son retour à Beyrouth.